# Manuel Chryzoloras
Manuel Chryzoloras albo Emmanuel Chrysoloras (ur. ok. 1350 w Konstantynopolu, uroczyście pochowany 15 kwietnia 1415 w Konstancji) – bizantyński filolog osiadły we Włoszech, wydatnie przyczynił się do rozwoju znajomości greki i greckiej literatury na Zachodzie, stając się tym samym jednym z prekursorów renesansu.

## Życie i działalność polityczna
Urodzony w Konstantynopolu około 1350 roku w rodzinie spokrewnionej z Paleologami, był uczniem Demetriusza Kydonesa. W 1390 roku odbył podróż do Italii i Anglii, jako członek poselstwa wysłanego przez cesarza Manuela II Paleologa. Po raz kolejny odbył podróż do Włoch jesienią 1394 roku dla uzyskania pomocy książąt chrześcijańskich przeciw oblegającemu Konstanynopol sułtanowi Bajazetowi I (1389-1402). W Wenecji poznał florentyńczyka Roberta Rossiego, którego przyjaciel Jacopo Angeli da Scarperia udał się za Chryzolorasem do Konstantynopola i w 1395 roku studiował pod jego kierunkiem grekę.
W 1396 Coluccio Salutati wraz z Niccolem de Niccoli i innymi uczonymi florenckimi zaprosili Chryzolorasa, jako nauczyciela gramatyki i literatury greckiej do Florencji. Chrysoloras przybył do Florencji zimą 1397. Jeden z jego najwybitniejszych uczniów, humanista Leonardo Bruni zauważył potem, że do czasu przybycia Chryzolorasa przez 700 lat nikt w Italii poważnie nie studiował greki. Chryzoloras pozostał we Florencji przez kilka lat, od 1397 do 1400, ucząc podstaw języka greckiego. Skupił wokół siebie grono humanistów, którzy stali się pierwszymi hellenistami włoskimi – oprócz Bruniego, Pallasa Strozzi, F. Barbaro, P. P. Vergerio St.
10 marca 1400 roku złamał zawartą na okres pięciu lat umowę i opuścił Florencję najprawdopodobniej pospieszył na spotkanie z przybywającym do Włoch cesarzem Manuelem II. Kolejne lata, podczas których cesarz udał się do Francji i Anglii, spędził w Mediolanie i innych miastach północnych Włoch. Wiosną 1403 roku powrócił wraz z cesarzem do Konstantynopola. W grudniu 1404 powrócił, jako wysłannik cesarza Manuela II do Wenecji. W 1405 roku był znowu w Konstantynopolu, w 1406 roku ponownie w Wenecji i Padwie. W 1407 roku przedsięwziął długą podróż dyplomatyczną do Francji i Anglii
Studiował w tym czasie pisma świętej Katarzyny ze Sieny, przetłumaczył również na grekę mszał dominikański. W 1406 roku otrzymał pozwolenie sprawowania liturgii w języku greckim według rytu dominikańskiego. W latach 1403–1408 użyczył gościny w swoim domu w Konstantynopolu Guarino Guariniego, którego podczas pobytów w Bizancjum uczył greki i literatury greckiej.
W 1408 roku był posłem papieża do cesarza Manuela. W 1410 roku przebywał na dworze antypapieża Jana XXIII. Powrócił potem do Konstantynopola, ale w kwietniu 1411 był już ponownie u boku Jana XXIII w Rzymie. W 1413 przybył do Niemiec wraz z kardynałami wybranymi przez papieża Jana XXIII w poselstwie do Zygmunta Luksemburskigo – przedmiotem misji był wybór miejsca dla planowanego soboru, który ostatecznie odbył się w Konstancji. Zmarł w drodze na ów sobór, na którym miał być reprezentantem Kościoła greckiego 15 kwietnia 1415 roku. Po jego śmierci powstało wiele utworów upamiętniających jego osobę, które Guarino Guarini zebrał pod wspólnym tytułem Chrysolorina. Jego grobowiec zdobi epigramat autorstwa przyjaciela, Poggia Braccioliniego.

## Twórczość
Chryzoloras przełożył na język łaciński Odyseję Homera i (Państwo) Platona. Opracował podstawy gramatyki greckiej, stanowiące pierwszą prostą grecką gramatykę będącą w obiegu w Europie Zachodniej, Erotemata sive quaestiones [Pytania], wydrukowane w Wenecji w 1484, a następnie wielokrotnie przedrukowane (korzystał z nich jeszcze Erazm z Rotterdamu). Za życia Chryzolorasa zostały też wydrukowane Epistolae III de comparatione veteris et novae Romae (Trzy listy porównujące Rzym dawny i Rzym nowy). W obronie zachodniej doktryny o pochodzeniu Ducha Świętego napisał traktat Rozdziały (Kephalaja). Pozostawił też po sobie listy do braci, do Bruniego, Guarniego, Traversariego i Pallasa Strozziego. Wiele spośród jego traktatów filozoficznych o moralności, etyce i innych kwestiach wydrukowano w XVIII wieku ze względu na ich wartość antykwaryczną.